# Tour de la Mirabelle
El Tour de la Mirabelle es una carrera ciclista por etapas que se corre en el Lorena en Francia.
La carrera fue creada en 2002 con bajo el nombre de Ronde du Piémont Vosgien. En 2012 cambia de nombre al de Tour du Piémont Vosgien convirtiéndose en carrera élite nacional de clase 2.12.1. En 2017 la carrera vuelve a cambiar de nombre el de Tour de la Mirabelle y en 2019 entra a formar parte del UCI Europe Tour bajo categoría 2.2.

## Palmarés
Desde 2010
| Año                      | Ganador              | Segundo              | Tercero           |
| ------------------------ | -------------------- | -------------------- | ----------------- |
| Ronde du Piémont Vosgien |                      |                      |                   |
| 2010                     | Marcus Johansson     | Damien Fol           | Nicolas Ougier    |
| 2011                     | David Bartl          | Nicolas Marchal      | Wolfgang Brandl   |
| Tour du Piémont Vosgien  |                      |                      |                   |
| 2012                     | Gert Jõeäär          | Romain Pillon        | Anthony Pirlot    |
| 2013                     | Dimitri Claeys       | Edward Theuns        | Samuel Plouhinec  |
| 2014                     | Jens Wallays         | Mike Terpstra        | Adriaan Janssen   |
| 2015                     | Aimé De Gendt        | Gill Meheus          | Alexandre Gratiot |
| 2016                     | Maxime De Poorter    | Arjen Livyns         | Benjamin Declercq |
| Tour de la Mirabelle     |                      |                      |                   |
| 2017                     | Pierre Idjouadiene   | Samuel Plouhinec     | Aaron Van Poucke  |
| 2018                     | Clément Penven       | Viktor Verschaeve    | Fabien Canal      |
| 2019                     | Simon Pellaud        | Jordy Bouts          | Matteo Busato     |
| 2020                     | No se disputó        |                      |                   |
| 2021                     | Idar Andersen        | Sjoerd Bax           | Jan Maas          |
| 2022                     | Robert Scott         | Matthew Bostock      | Simon Vitzthum    |
| 2023                     | Jonas Geens          | Clément Braz Afonso  | Tom Donnewirth    |
| 2024                     | Oscar Nilsson-Julien | Jan-Willem van Schip | Elia Blum         |

## Palmarés por países
Desde 2010
| País        | Victorias |
| ----------- | --------- |
| Bélgica     | 5         |
| Francia     | 3         |
| Suecia      | 1         |
| Alemania    | 1         |
| Estonia     | 1         |
| Suiza       | 1         |
| Noruega     | 1         |
| Reino Unido | 1         |